# Алессандро I Пико делла Мирандола
Алесса́ндро I Пи́ко де́лла Мира́ндола (итал. Alessandro I Pico della Mirandola; 15 мая 1566, Мирандола,Герцогство Мирандола — 2 сентября 1637, Мирандола,Герцогство Мирандола ) — аристократ из рода Пико; князь Мирандолы в 1602—1607, герцог Мирандолы в 1607—1637, маркграф Конкордии в 1602—1637 годах. Кавалер ордена Золотого руна (1605).

## Биография

### Ранние годы
Родился в Мирандоле 15 мая 1566 года. Он был младшим сыном синьора Мирандолы и графа Конкордии Лудовико II Пико и его второй супруги Фульвии да Корреджо. По отцовской линии приходился внуком Галеотто II Пико, синьору Мирандолы и графу Конкордии и Ипполите Гонзага, принцессе из дома синьоров Боццоло и графов Саббьонеты и Родиго. По материнской линии был внуком Ипполито да Корреджо, суверенного графа Корреджо и Кьяры да Корреджо. Отец принца умер в 1568 году, вскоре после его рождения. Ему наследовал старший брат принца Галеотто III.
По принятой в то время традиции, Алессандро I, как младшего сына, готовили к церковной карьере. Он изучал гуманитарные дисциплины в Феррарском университете. Затем, вместе со средним братом Федерико II, изучал юриспруденцию в Падуанском университете у Джакомо Менокьо. Во время обучения у него проявился талант дипломата, что рассматривалось современниками как залог успешной карьеры. Некоторое время принц находился на службе у французского короля Генриха IV, стремясь заслужить расположение римского папы Климента VIII и получить сан кардинала. Однако родственные связи с домом Эсте, имевшим сложные отношения со Святым Престолом из-за Феррарского герцогства, близость владений дома Пико к этому герцогству, были причинами по которым понтифик каждый раз отказывал французскому королю в его просьбе даровать Алессандро I кардинальскую шапку.

### Правление
После скоропостижной смерти старшего и среднего братьев, не оставивших наследников мужского пола, 2 декабря 1602 года Алессандро I стал князем Мирандолы и маркграфом Конкордии. Этот титул был присвоен главам дома Пико в 1597 году императором Рудольфом II, к которому Алессандро I сразу обратился за имперской инвеститурой. Своё правление новый князь и маркграф начал с реконструкции княжеского дворца и приглашения в Мирандолу известных живописцев, среди которых был венецианский портретист Санте Перанда, которому он предоставил в городе дом с садом и загородное поместье в почти сорок биолек (биолька — земельная мера, равная древнеримскому югеру). Алессандро I был гурманом. На княжеской кухне служили известные повара того времени: Маттео Беллони, Витторио Ланчеллотти из Камерино — автор книги «Практическое руководство для скалько» (итал. Lo Scalco Prattico, 1627) и Джанфранческо Ваччелли — автор книги «Апициевский корпус, или Мастер банкетов» (итал. Apicius overo Maestro de ’Conviti, 1647).
В своих владениях Алессандро I провёл реформы в гражданской, административной, экономической и церковной сферах. Основал нотариальный архив. Принял законодательные акты, регулировавшие поведение государственных служащих, включая меру их вознаграждения и подарков, а также право на увольнение. Подписал законы о степенях причинённого ущерба и ведении уголовных дел. По проекту математика Николо Коррадини им было начато строительство судоходного канала между Мирандолой и Конкордией. В 1619 году Алессандро I открыл Ссудный еврейский банк. Им также был расширен монетный двор в Мирандоле. Он реконструировал здание семинарии, построил ораторий Святых Даров при соборе. Однако не смог добиться от Святого Престола учреждения епископской кафедры в Мирандоле. В 1611 году князь и маркграф пригласил в свои владения иезуитов и капуцинов. В 1620 году начал строительство церкви Иль-Джезу со зданием иезуитской коллегии. Его экономическая политика позволила Мирандоле спокойно пережить голод 1621 и 1630 годов.
В 1605 году за службу Испанской империи Алессандро I получил от испанского короля Филиппа III орден Золотого руна; церемония награждения состоялась 18 октября 1606 года в церкви Святого Петра в Модене (по другой версии в Милане). В Праге 6 марта (или 16 февраля) 1617 года император Матвей за плату в сто тысяч флоринов присвоил княжеству Мирандола статус герцогства и 8 мая того же года узаконил незаконнорождённого сына Алессандро I. Ранее на съезде курфюрстов в Регенсбурге, княжеский эмиссар Луиджи Вителли провёл успешные переговоры, направленные на легитимацию бастарда Алессандро I. Против выступили потомки Джанфранческо II Пико, считавшие себя единственными законными наследниками, и представители дома Эсте, стремившиеся сделать владения дома Пико своими. В 1626 году герцог официально объявил Галеотто IV наследным принцем.
Подозревался в участии в заговоре против пармского герцога Рануччо I. По итогам расследования в 1612 году был обезглавлен Пио Торелли, граф Монтекьяруголо, а Алессандро I был полностью реабилитирован. В начавшейся у границ его владений войне за мантуанское наследство, Алессандро I старался держаться нейтралитета. Несмотря на это, в 1629 году имперская армия опустошила сельскую местность вокруг Мирандолы, которая избежала оккупации, благодаря вмешательству герцога, заплатившего золотом и семейным серебром в качестве залога. В это же время в Мирандоле началась эпидемия чумы, унёсшая жизни более трети населения герцогства. Среди умерших от болезни в 1630 году была супруга Алессандро I, которая почти всю их семейную жизнь страдала от психического расстройства. По окончании эпидемии в знак благодарности в церкви Святого Франциска герцог построил капеллу Богоматери Гьярской. В конце войны за Мантуанское наследство Французское королевство активизировало деятельность на дипломатическом фронте. Алессандро I был предложен альянс, но он сохранил лояльность по отношению к Священной Римской империи, увеличив объём выплат империи в 1636 году.
Скоропостижная смерть наследного принца в июне 1637 года потрясла герцога. Через несколько месяцев, 1 сентября 1637 года, он объявил своим наследником несовершеннолетнего внука Алессандро II, назначив при нём регентами вдову покойного сына Марию Чибо-Маласпина и свою дочь Марию Пико делла Мирандола. Во главе правительства Алессандро I поставил маркиза Эниа Маньяни, верного дому Пико дворянина. Герцог умер на следующий день и был погребён рядом с супругой в церкви Святого Франциска. Его останки должны были перенести в церковь Иль-Джезу, но этого так и не случилось. Попытка дома Эсте присоединить владения дома Пико сразу после смерти Алессандро I провалилась.

### Брак и потомство
В 1603 году, согласно другим источникам 1607 году, 29 ноября 1603 года или 25 февраля 1604 года во время карнавала в Модене Александро I Пико делла Мирандола сочетался браком с Лаурой д’Эсте (27.03.1594 — 1630), дочерью Чезаре д’Эсте, герцога Модены и Реджо и Вирджинии Медичи. В их браке родились восемь дочерей:
- Фульвия (15.09.1607 — 1679), в 1626 году сочеталась браком с Альберико II Чибо-Маласпина (23.07.1607 — 2.02.1690), герцогом Массы и князем Каррары;
- Джулия (12.06.1611 — 15.11.1647), в 1626 году сочеталась браком с Франческо Марией Чези, герцогом Чери и Сальче;
- Мария (5.03.1613 — 7.12.1682), с 1637 по 1648 год была регентом герцогства Мирандолы и маркграфства Конкордии при несовершеннолетнем племяннике Алессандро II Пико делла Мирандола;
- Катерина (5.06.1614 — ?);
- ещё четыре дочери, неизвестные по имени, вероятно, умершие в младенческом возрасте[5].

У Алессандро I также был внебрачный сын, Галеотто (1603 — 9.06.1637), которого герцогу родила любовница, феррарская дворянка Элеонора Сеньи (или Синья). В 1617 году император Матвей узаконил бастарда герцога, сделав его наследником Алессандро I. В 1629 году легитимность Галеотто IV как наследника синьории Сан-Мартино-Спино признал римский папа Урбан VIII. Однако принц умер за несколько месяцев до смерти своего отца. В 1627 году он сочетался браком на Марии Чибо-Маласпина, дочери Карло I, князя Массы и маркграфа Каррары, и успел стать отцом восьмерых детей, в том числе преемника Алессандро I Алессандро II.